# Восстание Сырыма Датова
Восста́ние Сыры́ма Да́тулы — восстание казахов Младшего жуза 1783—1797 годов под предводительством Сырыма Датулы.

## Восстание
Восстание казахов под предводительством Сырыма Датова было напрямую связано с началом попыток правительства регулировать внутреннюю жизнь подвластных казахских родов. Фактически бурные события в Младшем жузе в конце XVIII века были отголоском Крестьянской войны Пугачёва, в которой приняли активное участие башкиры и часть казахских родов. В первый момент, для того чтобы снизить накал пугачёвщины, Екатерина II пошла на довольно большие уступки, связанные с разрешением использования традиционных мест кочевий, речных и озёрных угодий, отнятых в связи с расширением Уральского, Оренбургского и Сибирского казачьих войск, организацией пограничных линий на Урале и Иртыше.
Указом 7 ноября 1775 года Коллегия иностранных дел разрешила казахам использование пастбищ в междуречье Урала и Волги, на берегу Каспийского моря, на правом берегу Иртыша. Но эти действия пришлись вразрез с уже предпринятыми мерами по колонизации данных территорий, фактически эти земли либо уже были заняты под казацкие хутора и казённые пашни, либо были запланированы под таковые. В 1782 году последовал Указ с разъяснением, что в случае перегона скота на указанные земли предварительно необходима оплата за их «наём». Но и эта мера показалась недостаточной, в частности уральские казаки проявили инициативу, потребовав предоставления аманатов (заложников) при проходе через территорию, контролируемую войском, а затем правление войска и вовсе запретило казакам сдачу земли внаём, то есть фактически запретили переход казахов за Урал, на «внутреннюю сторону». В ответ последовало настоящее восстание, многочисленные набеги на форпосты и укрепления, ответные карательные экспедиции.
В Младшем жузе в это же время происходили и внутренние распри. После перехода под российское покровительство значение ханской власти упало, вертикальная феодальная пирамида хан — султаны — родовые старшины рассыпалась, каждый из глав родов стремился самостоятельно договориться с пограничной и центральной администрацией. Для устранения возникшей анархической неразберихи, оренбургский генерал-губернатор Игельстром предложил созвание съезда старшин, своеобразного степного парламента. Но после того, как главой съезда был выбран Сырым Датов, а сам он стал напоминать шляхетский Сейм, в 1789 году Игельстром предпочёл восстановление ханской власти.
О. Игельстром, поняв свои ошибки в реформировании правления в Младшем жузе, представил наверх новую форму. Он разделил западную часть Орды на шесть расправ и выдвинул кандидатуру Сырыма Датова на должность Генерального прокурора. Однако правительство не одобрило эту идею в целом, а поддержало её лишь в части усиления ханского правления и стало ограничивать право использования оставленных калмыками земель между Волгой и Уралом казахской частью населения, что привело к повторному противостоянию сторонников Сырыма Датова и правящих царских структур.
Открытое неподчинение русской администрации, рост числа нападений на пограничные линии, полная остановка торговли со Средней Азией в течение всех 1790-х годов происходили равнобежно с внутренними междоусобицами. Лишь к 1797 году путём многочисленных переговоров со старшинами, султанами удалось умиротворить большинство казахских родов и восстание пошло на спад. Сырым Датов был вынужден откочевать в земли Хивинского ханства.